# Cykling vid olympiska sommarspelen 1928
Cykling under olympiska sommarspelen 1928 i Amsterdam innehöll två discipliner: landsvägscykling och bancykling. Endast herrar tävlade. 

## Resultat
6 olika grenar arrangerades och avgjordes i landsvägscykling och bancykling.

### Medaljtabell
| Pl.    | Nation         | Guld | Silver | Brons | Totalt |
| ------ | -------------- | ---- | ------ | ----- | ------ |
| 1      | Danmark        | 3    | 0      | 1     | 4      |
| 2      | Nederländerna  | 1    | 3      | 0     | 4      |
| 3      | Frankrike      | 1    | 0      | 0     | 1      |
| 3      | Italien        | 1    | 0      | 0     | 1      |
| 5      | Storbritannien | 0    | 3      | 1     | 4      |
| 6      | Sverige        | 0    | 0      | 2     | 2      |
| 7      | Australien     | 0    | 0      | 1     | 1      |
| 7      | Tyskland       | 0    | 0      | 1     | 1      |
| Totalt | Totalt         | 6    | 6      | 6     | 18     |

## Medaljörer

### Landsvägscykling
| Event                            | Guld                                            | Silver                                                         | Brons                                              |
| Herrarnas tempolopp Detaljer...  | Henry Hansen Danmark                            | Frank Southall Storbritannien                                  | Gösta Carlsson Sverige                             |
| Herrarnas lagtävling Detaljer... | Danmark Henry Hansen Orla Jørgensen Leo Nielsen | Storbritannien Jack Lauterwasser John Middleton Frank Southall | Sverige Gösta Carlsson Erik Jansson Georg Johnsson |

### Bancykling
| Event                                | Guld                                                                | Silver                                                                           | Brons                                                             |
| Herrarnas lagförföljelse Detaljer... | Italien Cesare Facciani Giacomo Gaioni Mario Lusiani Luigi Tasselli | Nederländerna Johannes Maas Piet van der Horst Janus Braspennincx Jan Pijnenburg | Storbritannien George Southall Harry Wyld Leonard Wyld Percy Wyld |
| Herrarnas sprint Detaljer...         | Roger Beaufrand Frankrike                                           | Antoine Mazairac Nederländerna                                                   | Willy Hansen Danmark                                              |
| Herrarnas tandem Detaljer...         | Nederländerna Bernhard Leene Daan van Dijk                          | Storbritannien Ernest Chambers John Sibbit                                       | Tyskland Hans Bernhardt Karl Köther                               |
| Herrarnas tempolopp Detaljer...      | Willy Hansen Danmark                                                | Gerard Bosch van Drakestein Nederländerna                                        | Dunc Gray Australien                                              |